# Turning Tables
«Turning Tables» — песня британской певицы Адель. Трек был издан на лейбле XL в качестве последнего сингла с альбома 21 5 ноября 2011 года.
Сингл имел коммерческий успех и получил золотые и платиновые сертификации в нескольких старнах. К маю 2015 года тираж «Turning Tables» превысил 883 тыс. цифровых загрузок в США.

## Музыка
«Turning Tables» это поп-баллада с элементами соул-звучания. Джон Мерфи из musicOMH увидел  в песне хрупкую фортепианную балладу, в которой Адель демонстрирует свой голос с наилучшим эффектом.

## Отзывы
Композиция «Turning Tables», в целом, была одобрительно встречена музыкальными экспертами и обозревателями. Ян Уокер с сайта AbsolutePunk прокомментировал, что песня «содержит некоторые из лучших вокальных моментов альбома, что ещё больше укрепляет репутацию Адели как компетентного вокалиста, не показывая никаких признаков остановки». Автор из Daily Herald написал, что Адель звучит «эпично» в этой песне. Лия Гринблатт из Entertainment Weekly нашла в этой песне «балладу с презрением». Грег Кот из Chicago Tribune обнаружил «фортепианную меланхолию» в этой песне. Рецензент из издания HauteThought написал, что «естественная лёгкость и оригинальность тональности Адели буквально сияет в „Turning Tables“. Песня позволяет ей исследовать свой верхний регистр, не игнорируя нижний, душевный звук, который она всегда, кажется, способна создать». Лили Моаери заявила, что на «Turning Tables» Адель показала всю огромную силу своего голоса. В то время как Маргарет Уэпплер из газеты Los Angeles Times назвала песню «сентиментальной».

## Коммерческий успех
«Turning Tables» дебютировал на 63-м месте в американском хит-параде Billboard Hot 100 в дату 7 мая 2011 года. Спустя неделю он спустился на 21 пункт и оказался на 85-м месте, что стало крупнейшим падением той недели. Однако, сингл оставался в чарте три недели и получил золотой сертификат Recording Industry Association of America (RIAA) за тираж более 500 тыс. цифровых копий.

## Чарты
| Чарт (2011-13)                             | Высшая позиция |
| ------------------------------------------ | -------------- |
| Австралия (ARIA)                           | 34             |
| Бельгия/Фландрия (Ultratip Bubbling Under) | 4              |
| Бельгия/Валлония (Ultratip Bubbling Under) | 2              |
| Бразилия (ABPD)                            | 86             |
| Канада (Billboard Canadian Hot 100)        | 60             |
| Германия (GfK)                             | 85             |
| Израиль (Media Forest)                     | 3              |
| Италия (FIMI)                              | 8              |
| Нидерланды (Dutch Top 40)                  | 15             |
| Нидерланды (Single Top 100)                | 45             |
| Шотландия (OCC Scotland)                   | 51             |
| Республика Корея (Gaon)                    | 62             |
| Великобритания (OCC UK Singles)            | 62             |
| США (Billboard Hot 100)                    | 63             |
| США (Billboard Latin Pop Airplay)          | 38             |

## Сертификации
| Регион | Сертификация | Продажи   |
| --- | ------------ | --------- |
| Австралия (ARIA) | Золотой      | 35 000^   |
| Бразилия (ABPD) | Золотой      | 50,000*   |
| Канада (Music Canada) | Платиновый   | 80 000    |
| Италия (FIMI) | Платиновый   | 50,000*   |
| Великобритания (BPI) | Платиновый   | 600 000   |
| США (RIAA) | Платиновый   | 1,200,000 |
| * Данные о продажах приведены только на основе сертификации. · ^ Данные о тиражах приведены только на основе сертификации. · Данные о продажах + прослушиваниях приведены только на основе сертификации. |              |           |